# ⵣ
La ⵣ (pronúnciese yaz o aza), es una letra del alfabeto tifinag, la escritura de los amaziges. Particularmente la 32.ª (trigésimo segunda) letra del neotifinag y la 31.ª del tifinag tuareg. Representa una consonante fricativa alveolar sonora /z/. La ⵣ es también el símbolo de la lengua y la cultura amazig, en el norte de África (Magreb o Tamazga). Algunos lo ven como un símbolo del «hombre libre». En árabe, equivale a la ز (zāy).
Cabe diferenciarla de otra letra tifinag relativamente similar, la ⵥ (yaẓ) que representa el sonido /zˤ/ (el mismo sonido pero gutural) y que en árabe equivale a la ظ (ẓāʾ).
Aunque no existe consenso sobre el origen de la escritura bereber, una de las teorías es que procede del alfabeto fenicio, por lo que ⵣ provendría de  (zayin o zai).

## Galería

La bandera bereber, con una yaz en el centro.
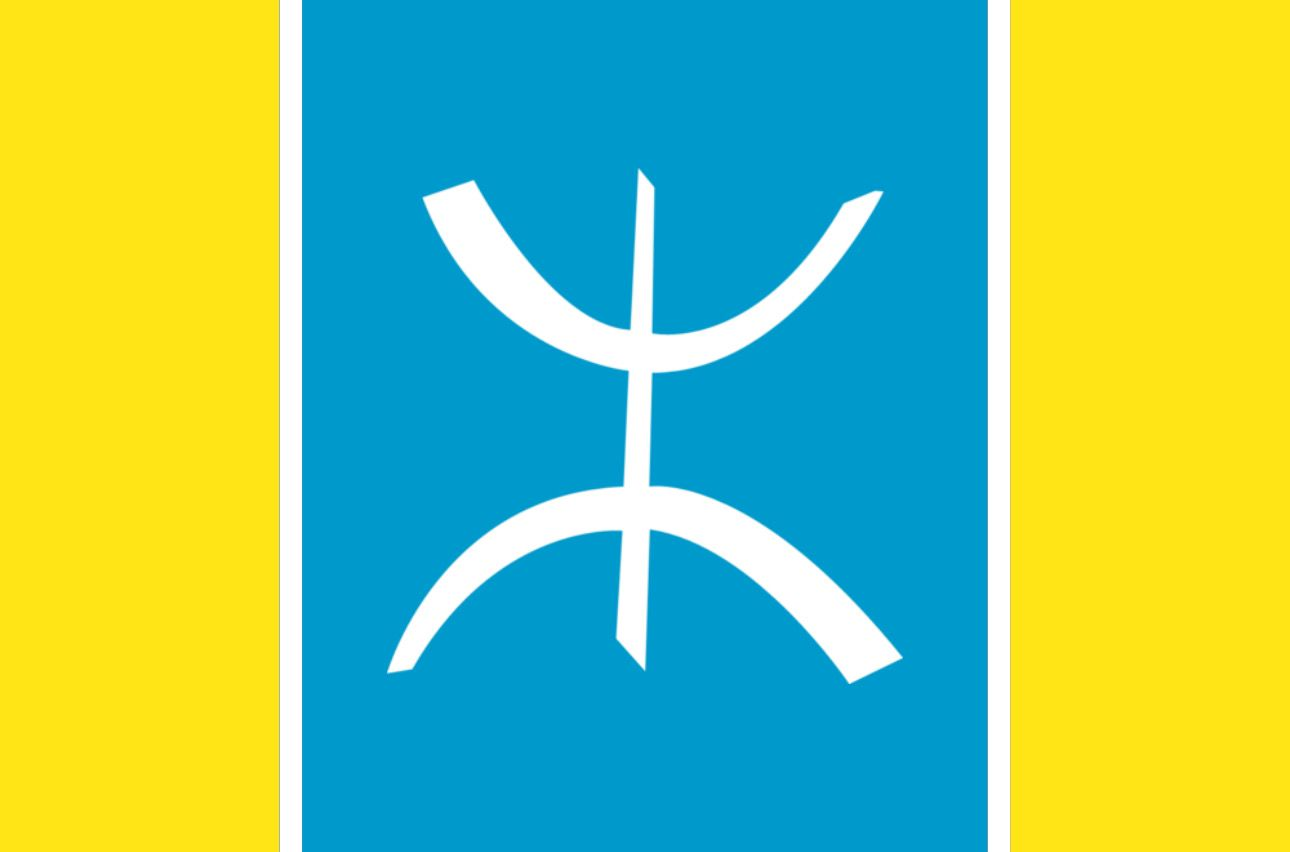
Bandera Amazigh que representa al pueblo Ait Atta, con una yaz en el centro.
Bandera Amazigh que representa al pueblo zenata, con una yaz en el centro.
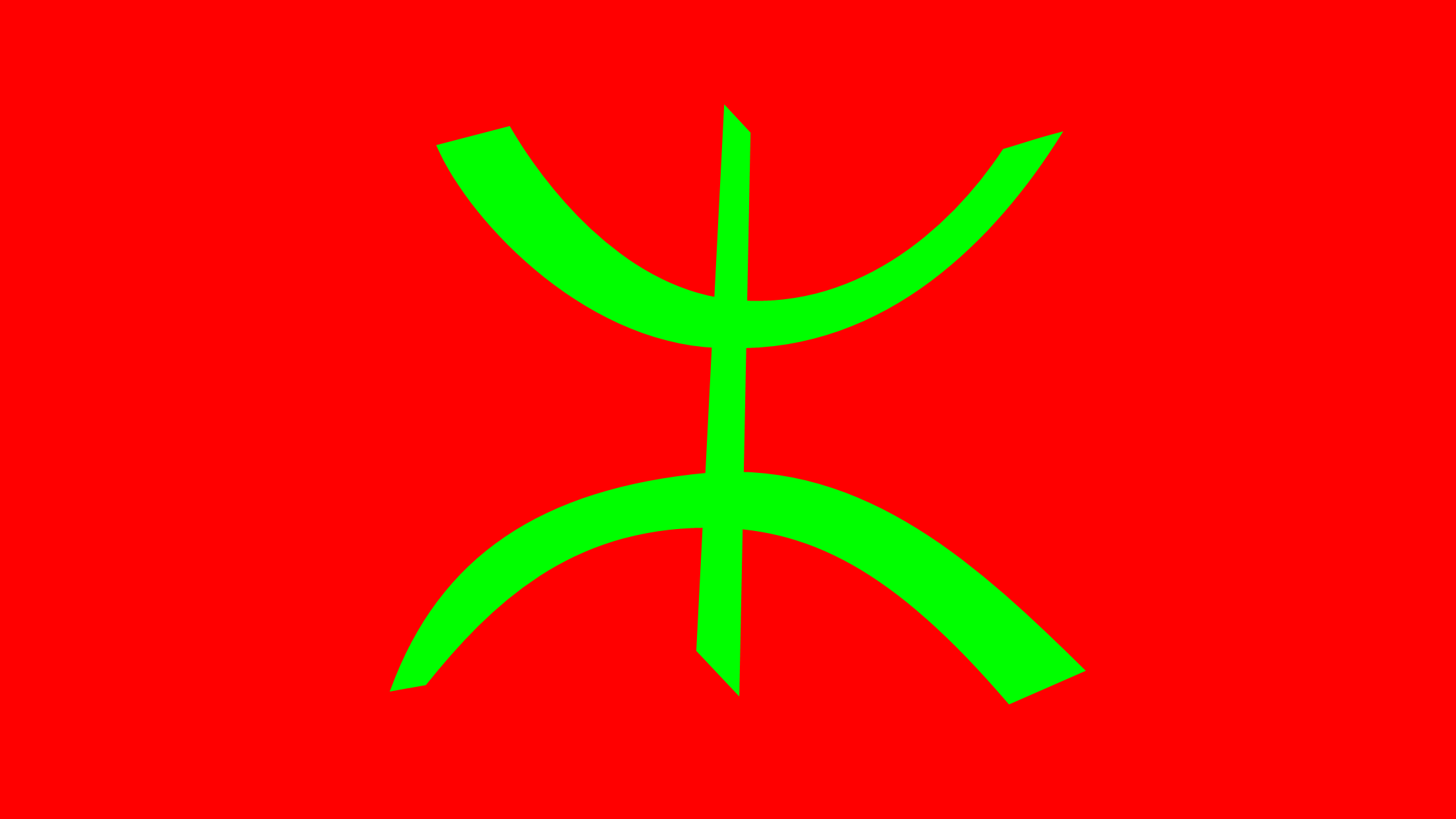
Bandera Amazigh que representa al pueblo amazigh de Marruecos, con una yaz en el centro.
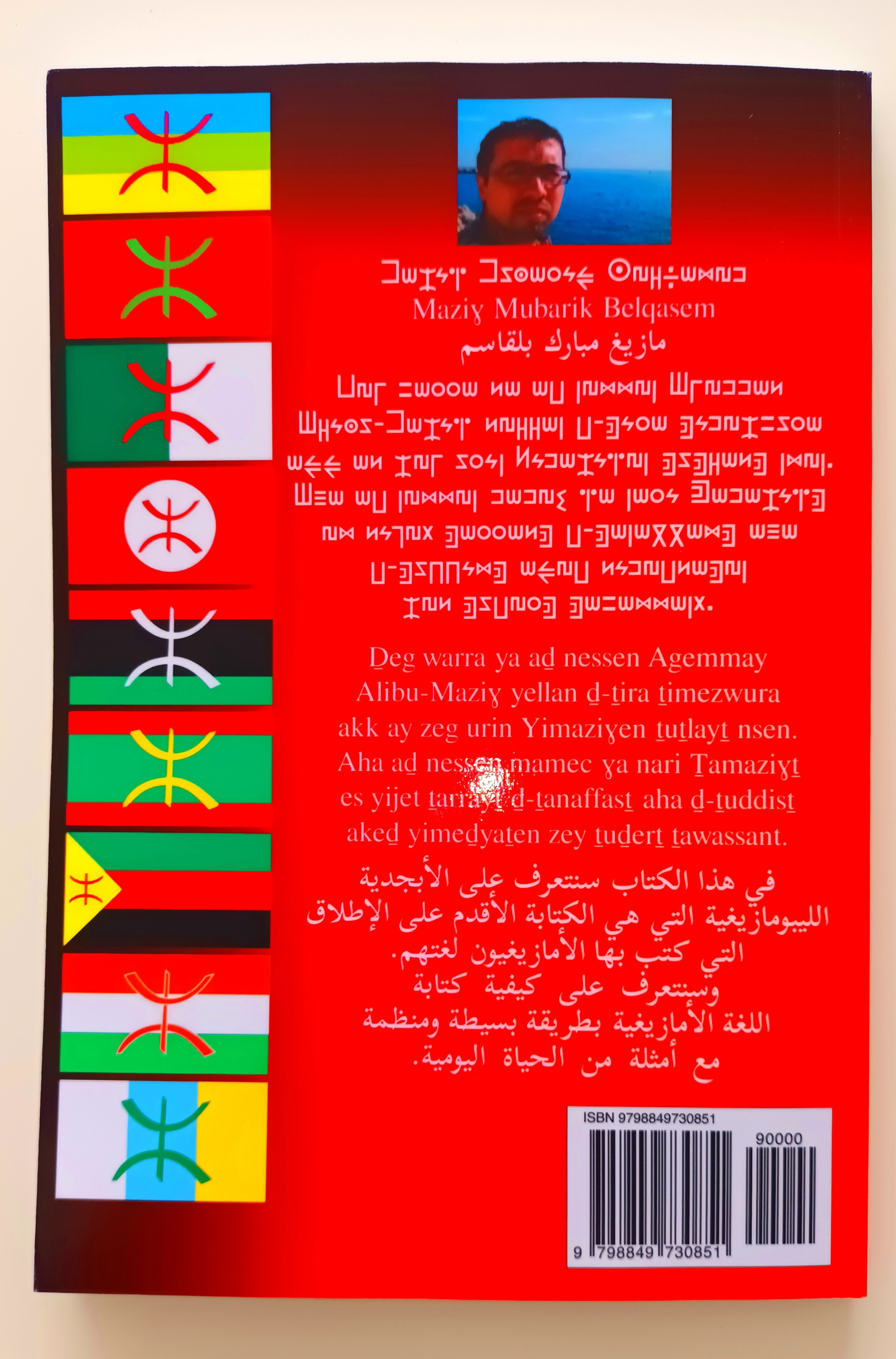
Libro sobre el alfabeto líbico-bereber, en el que aparece la bandera de Amazigh, Marruecos, Argelia, Túnez, Libia, Mauritania, Azawad, Niger y Canarias. Todas ellas, cambiando su símbolo nacional por una yaz.
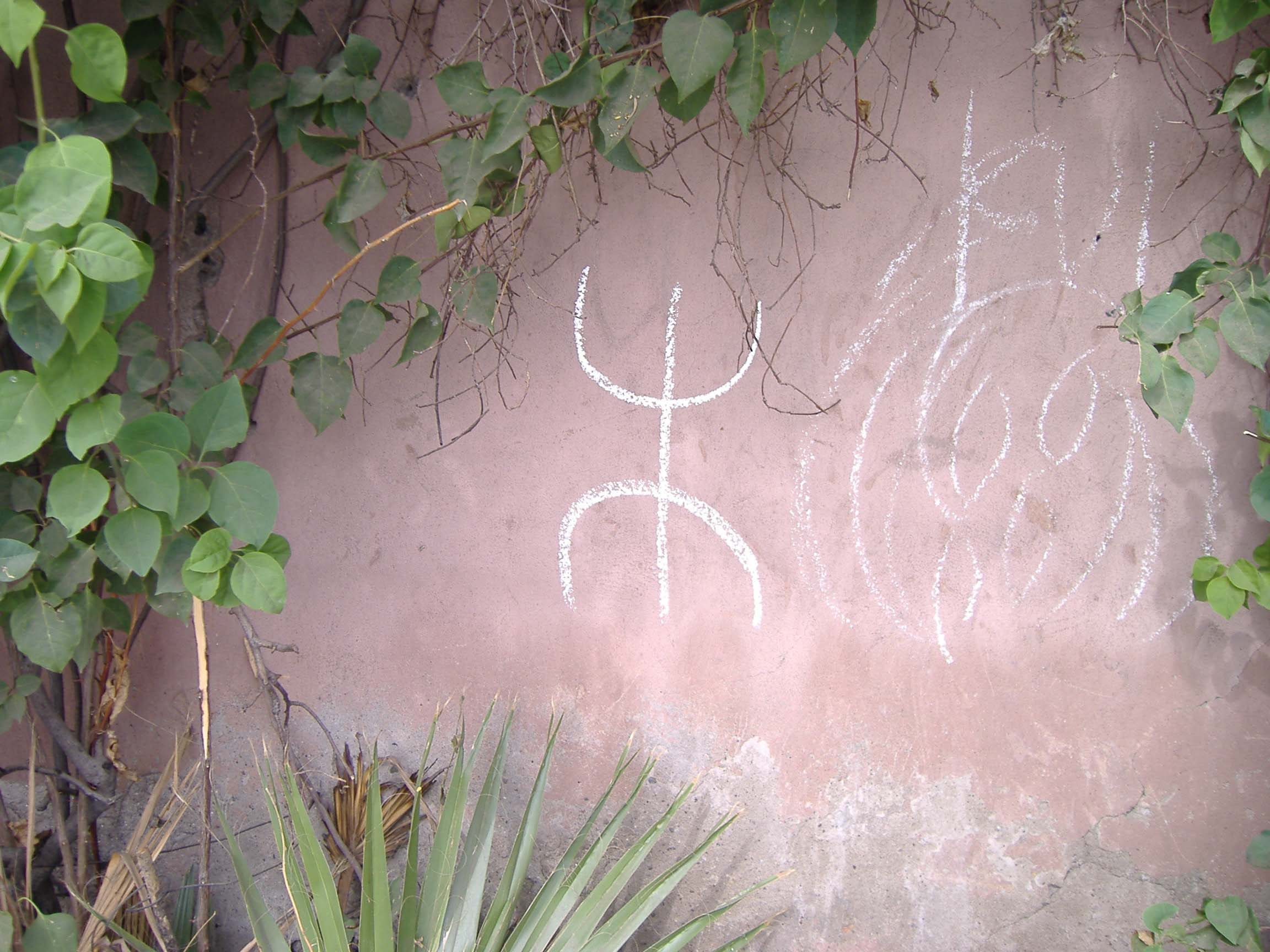
Una yaz marcada en la pared, reivindicando lo bereber

## Codificación informática
La yaz se representa con el carácter Unicode U+2D63.
| Carácter      | ⵣ                   | ⵣ                   |
| ------------- | ------------------- | ------------------- |
| Unicode       | TIFINAGH LETTER YAZ | TIFINAGH LETTER YAZ |
| Codificación  | decimal             | hex                 |
| Unicode       | 11619               | U+2D63              |
| UTF-8         | 226 181 163         | E2 B5 A3            |
| Ref. numérica | &#11619;            | &#x2D63;            |